# Solo (Daniel-Levin-Album)
Solo ist ein Musikalbum von Daniel Levin. Die im März 2024 bei der Sociedade Musical União Paredense in Parede (Portugal) entstandenen Aufnahmen erschienen am 28. März 2025 auf Ears & Eyes Records.

## Hintergrund
Der amerikanische Cellist und Komponist Daniel Levin ist bekannt für sein vom Modern Jazz geprägtes Quartett und Trio sowie seine spontanen, frei improvisierten Duo- und Trio-Produktionen mit Musikern von beiden Seiten des Atlantiks. Solo ist Levins drittes Solo-Celloalbum nach Inner Landscapes (Clean Feed, 2011) und Living (Smeraldina-Rima, 2017). Der Musikkritiker Art Lange schrieb in den Liner Notes, Levin verwende den weniger restriktiven, frei improvisierten Raum als besondere Kategorie in seinem Werk, „die eine Symmetrie von Kontemplation und Experiment, eine Suche nach den Extremen der Identität und ein Engagement für die Erweiterung und Neuordnung des Klangs als Ausdruck von Freiheit inspiriert hat.“

## Titelliste
- Daniel Levin: Solo (ears&eyes Records – EE:25-240)[2]

1. Solo #1 6:06
2. Solo #2 30:25

Die Kompositionen stammen von Daniel Levin.

## Rezeption
Die erste, kurze Improvisation würde drängend, kompromisslos und intensiv klinge und darauf abzielen, die Klangpalette des akustischen Cellos unter Einsatz erweiterter Bogentechniken bis an ihre äußersten Grenzen zu treiben, schrieb Eyal Hareuveni (Salt Peanuts). Die zweite, 30-minütige Improvisation sei eine Ode an eine spontane, intuitive, nicht-idiomatische und nicht-referenzielle Klangreise, bei der das Cello als lebendiger, kraftvoller Klangerzeuger fungiere, Levin aber ermögliche, zwischen Dringlichkeit und Überirdischem, Fragilität und Poesie zu changieren.
Levin, so Art Lange in den Liner Notes, erkunde die gesamte Klangpalette des Cellos und nutze Klang als Ausdruck von Freiheit. Er erkunde das Gewicht und die Dichte der Töne des Cellos, die Abstufungen von Klangfarbe und Textur, perkussive Attacken, übertriebene Dynamik und die Farben fremder Klänge. „Improvisation komponiert ihre eigene Identität in der Breite und dem Wesen ihrer Form“.